# 日本肥料アンモニア協会
日本肥料アンモニア協会（にほんひりょうアンモニアきょうかい、英文名称Japan Fertilizer & Ammonia Producers Association）は、肥料・アンモニアメーカーによる業界団体。2003年に日本アンモニア協会と日本化成肥料協会が合併して発足した。

## 概要
- 本部 - 〒101-0052 東京都千代田区神田小川町2-3
- 会長 - 八木晋介（日産化学株式会社 代表取締役社長）

## 沿革
日本アンモニア協会
- 1948年（昭和23年）- アンモニア系製品協会設立
- 1950年（昭和25年）- 日本硫安工業協会設立
- 1990年（平成2年）- 日本硫安工業協会とアンモニア系製品協会が合併し、日本アンモニア協会発足

日本化成肥料協会
- 1910年（明治43年） - 過燐酸同業者会設立
- 1947年（昭和22年）- 燐酸肥料経営者親交会設立（1951年に燐酸肥料協会と改称）
- 1950年（昭和25年）- 化成肥料協議会設立
- 1966年（昭和41年）- 燐酸肥料協会と化成肥料協議会が合併し、日本化成肥料協会発足

日本肥料アンモニア協会
- 2003年（平成15年）- 日本アンモニア協会と日本化成肥料協会が合併し、日本肥料アンモニア協会発足

## 主な事業
- 肥料・アンモニア業界に関する調査統計・情報交換・広報活動。
- 肥料・アンモニアの生産技術の向上・環境保全などの諸施策実施。

## 会員
- 朝日アグリア
- 旭化成
- エムシー・ファーティコム
- 小野田化学工業
- 片倉コープアグリ
- サンアグロ
- ジェイカムアグリ
- 新ケミカル商事
- 住友化学
- セントラル化成
- 多木化学
- 東亞合成
- 日産化学
- 日本肥糧
- 阪和興業
- 三井化学
- 三菱ガス化学
- UBE
- レゾナック